# Diogo Luís Santo
Diogo Luís Santo, mais conhecido apenas como Diogo (São Paulo, 26 de maio de 1987), é um ex-futebolista brasileiro que atuava como atacante.

## Carreira
Começou no futebol de várzea do Caverinha, onde foi destaque nos campeonatos do Colégio Luís Magalhães de Araújo.

### Portuguesa
Dono de um futebol que alia técnica, velocidade e competência nas finalizações, Diogo começou na Portuguesa em 2006, mas ganhou destaque em 2007, quando o clube disputava a Série A2 do Paulistão. O jogador, que alternava entre o meio-campo e o ataque, jogando como centroavante ou aberto pelas beiradas, ajudou o clube a voltar para a elite e já despontava como grande promessa para a Série B, atraindo, desde então, o interesse de clubes europeus.
Na Série B veio a confirmação de seu talento: com 18 gols em 28 partidas, foi eleito pela Futebol Brasil Associados (FBA) o melhor jogador do Campeonato Brasileiro - Série B, assumindo papel decisivo no segundo acesso lusitano na temporada. A convocação para a Seleção Brasileira Sub-20 que disputou um amistoso contra as estrelas do Brasileirão coroou seu ano de ouro e atraiu ainda mais os holofotes para o jogador.
O assédio dos clubes europeus intensificou-se, mas não o suficiente para tirar Diogo do Canindé no início de 2008. Entre os interessados, Arsenal, Liverpool, Lokomotiv Moscou e CSKA Moscou, sendo que os russos chegaram com propostas concretas. A opção por ficar na Lusa se mostrou acertada, embora tenha durado apenas um semestre. O jogador fez um belo Campeonato Paulista, mas infelizmente fraturou o pé na primeira partida do campeonato paulista, no jogo de estreia, entre Santos e Portuguesa, logo no início do jogo. Iniciou bem a Série A, até sofrer uma fratura no pé que o deixou parado por mais de um mês.
A Portuguesa, desde o início, deu indícios de que iria retornar à Segundona, mas o desempenho de Diogo não deixou a desejar: em 13 jogos, o atacante marcou 6 gols.

### Olympiacos
As propostas eram cada vez maiores, e sua venda para o Olympiacos, da Grécia, por 9 milhões de euros não chegou a ser surpreendente. Foi o maior negócio da história da Lusa, que acabou rebaixada no fim do ano.
O jogador teve grande recepção no clube grego. Foi inscrito com a camisa 10, que pertenceu aos ex-ídolos do clube Giovanni e Rivaldo, e agradeceu os paparicos com gols e assistências decisivas. O clube garantiu o pentacampeonato em 2009, com Diogo atuando em 23 partidas na Super League, marcando 6 gols e dando 8 assistências. Somados os jogos da Copa da Grécia e da Copa da UEFA, o brasileiro teve bom desempenho.

### Flamengo
Após ser sondado por clubes do Brasil, o treinador espanhol Ernesto Valverde o liberou para assinar por empréstimo; assim, Diogo teve sua transferência confirmada para o Flamengo em 18 de agosto de 2010.
No entanto, sem muito destaque em campo e com atuações abaixo da média, tendo marcado somente um gol, foi liberado para atuar no Santos.

### Santos
No dia 20 de janeiro de 2011, Diogo assinou com o Santos para a disputa da Copa Libertadores da América, com vínculo de empréstimo até o final do ano. Ao lado de Neymar e Paulo Henrique Ganso, foi campeão do torneio.

### Portuguesa
No dia 6 de março de 2013, foi anunciada sua volta ao clube que o revelou para o futebol. Após rescindir seu contrato com o Olympiacos, Diogo acertou seu retorno à Portuguesa.

### Palmeiras
Após uma boa temporada na Lusa, Diogo despertou o interesse do Palmeiras, que o contratou no dia 3 de janeiro de 2014. Em 34 jogos pelo alviverde, marcou apenas um gol, no empate por 2 a 2 com o Flamengo, válido pela 22ª rodada do Campeonato Brasileiro.

### Buriram United
Após ser dispensado do Palmeiras, Diogo acertou por duas temporadas com o Buriram United.
Logo em seu primeiro jogo, já mostrou estrela e marcou o gol do título da Supercopa da Tailândia. No clube tailandês, sagrou-se o maior artilheiro da historia da competição numa única edição, com 33 gols, e foi campeão nacional na temporada de 2015. 
Em outubro de 2018, marcou três gols na vitória do Buriram United sobre o Air Force Central por 4x2 e atingiu a marca de 100 gols na Liga.
Ao todo, conquistou 11 títulos pelo time tailandês: Campeonato Tailandês (2015, 2017 e 2018), Copa da Liga Tailandesa (2015 e 2016), Supercopa da Tailândia (2015 e 2016), FA Cup (2015), Toyota Premier Cup (2016) e Mekong Club Championship (2015 e 2016).
Durante quatros anos defendendo o Buriram United, marcou 133 gols e deu 44 assistências em 156 partidas disputadas. Pelo sucesso obtido em sua passagem pela Tailândia, Diogo foi premiado pela Toyota Thai League, a organizadora do Campeonato Tailandês, como o melhor brasileiro de todos os tempos na Tailândia.

### Johor Darul Ta'zim
Em janeiro de 2019, acerta com o Johor Darul Ta’zim (JDT), da Malásia.
O brasileiro marcou o primeiro gol do clube malaio na história da Liga dos Campeões da Ásia, no dia 5 de março de 2019, na derrota para o Kashima Antlers, por 2 a 1, no Japão.
Atuando pelo Johor, Diogo conquistou cinco títulos em apenas duas temporadas: o Campeonato da Malásia em 2019 e 2020, a Copa da Malásia 2019 e a Supercopa da Malásia em 2019 e 2020. Disputou 49 jogos oficiais, marcou 24 gols e deu 16 assistências.

### BG Pathum United
Em dezembro de 2020, se transferiu para o BG Pathum United, na época líder da Thai League 2020/2021. Em março de 2021, o clube sagrou-se campeão do Campeonato Tailandês pela primeira vez na história.

### Retorno ao Johor Darul Ta'zim
Após dois anos, no início de 2023, retorna ao Johor.

## Títulos
Portuguesa
- Campeonato Paulista Série A2: 2007 e 2013

Olympiacos
- Campeonato Grego: 2008–09 e 2010–11
- Copa da Grécia: 2012

Santos
- Campeonato Paulista: 2011
- Copa Libertadores da América: 2011[24]

Buriram United
- Campeonato Tailandês: 2015, 2017 e 2018
- Copa da Tailândia: 2015
- Thai League Cup: 2015 e 2016
- Kor Royal Club: 2015 e 2016
- Mekong Club Championship: 2015 e 2016
- Toyota Premier Cup: 2016

Johor Darul Ta'zim
- Campeonato Malaio: 2019, 2020 e 2023
- Copa da Malásia: 2019, 2023
- Supercopa da Malásia: 2019 e 2020
- Copa FA da Malásia: 2023

BG Pathum United
- Campeonato Tailandês: 2020–21
- Copa Campeões da Tailândia: 2021 e 2022

### Prêmios individuais
- Melhor jogador do Brasileirão 2007 - Série B
- Artilheiro da Thai Premier League 2015 - 33 gols
- Artilheiro da Thai Premier League 2018 - 34 gols
- Melhor jogador estrangeiro da Tailândia: 2019